# Cantonul Brénod
Cantonul Brénod este un canton din arondismentul Nantua, departamentul Ain, regiunea Rhône-Alpes, Franța.

## Comune
| Comune              | Populație (1999) | Cod poștal | Cod INSEE |
| ------------------- | ---------------- | ---------- | --------- |
| Brénod              | 529              | 01110      | 01060     |
| Champdor            | 451              | 01110      | 01080     |
| Chevillard          | 182              | 01430      | 01101     |
| Condamine           | 406              | 01430      | 01112     |
| Corcelles           | 208              | 01110      | 01119     |
| Le Grand-Abergement | 109              | 01260      | 01176     |
| Hotonnes            | 312              | 01260      | 01187     |
| Izenave             | 154              | 01430      | 01191     |
| Lantenay            | 266              | 01430      | 01206     |
| Outriaz             | 294              | 01430      | 01282     |
| Le Petit-Abergement | 150              | 01260      | 01292     |
| Vieu-d'Izenave      | 667              | 01430      | 01441     |